# Estado de conocimiento
El estado de conocimiento de un agente, sujeto con capacidades cognitivas, una entidad biológica o un autómata artificial se refiere al estado interno, basado en el aprendizaje y experiencias previas, de la entidad por el cual su conducta y respuesta ante los nuevos estímulos se va modificando a medida que el agente adquiere nueva información. Dentro de la teoría de espacios de conocimiento el estado de conocimiento puede definirse como uno de los puntos de dicho espacio.

## Aprendizaje automático
Un red neuronal artificial es un modelo computacional o sistema de procesamiento definido por una serie de nudos o unidades ("neuronas") y conexiones entre ellas, el estado de conocimiento queda especificado detallando el número de nudos, la topología de la red de conexiones y el peso específico de cada conexión. En otros sistemas de aprendizaje automático que también pueden ser clasificados como modelos computacionales que evolucionan a media que se les suministran más datos, el estado de conocimiento queda determinado especificando el número de variables en el modelo, sus valores asignados y las relaciones entre ellas.

## Psicología del desarrollo
La mayor parte de seres humanos nace con una amplica capacidad de aprendizaje, así pasan de tener conductas instintivas, genéticamente programadas, a prestar atención a estímulos externos, que van alterando los circuitos neuronales de manera que la conducta de los bebés se va volviendo más compleja, hasta usualmente adquirir una lengua natural que permitirá adquirir nuevas informaciones de una forma más sofisticada que experimentando por los propios sentidos. El estado de conocimiento de un ser humano, parece asociado a la topología compleja de las conexiones neuronales y los circuitos neuronales que se han ido formando. A medida que esa red de conexiones se vuelve más compleja, el sujeto puede prestar atención a estímulos más complejos y ser capaz de adquirir nueva información de esos estímulos, lo cual a su vez permite hacer más compleja la respuesta del individuo al teer un estado de conocimiento más desarrollado. Este proceso se conoce como desarrollo cognitivo